# Crazy Little Thing Called Love
Crazy Little Thing Called Love je píseň britské rockové skupiny Queen. Původně byla vydána v roce 1979 jako singl s B stranou We Will Rock You (Velká Británie) a Spread Your Wings (USA, Kanada, Austrálie). Roku 1980 se objevila na studiovém albu „The Game“ a o rok později (1981) na kompilaci „Greatest Hits“. V žebříčku UK Singles Chart už v roce 1979 dosáhla druhého místa. Stala se také prvním singlem skupiny, který figuroval v americké hitparádě Billboard Hot 100, kde se umístil v roce 1980 a vydržel tam čtyři týdny. Sedm týdnů se také udržovala v popředí australského žebříčku ARIA.
Píseň složil na kytaru v roce 1979 zpěvák skupiny Freddie Mercury. Rytmickou kytarou také doprovázel Queen na koncertech.

## Historie
| „                 | Napsání písně „Crazy Little Thing Called Love“ mi zabralo pět nebo deset minut. Složil jsem ji na kytaru, na kterou moc neumím, ale to byla docela dobrá věc, protože jsem byl omezený a znal jsem jen pár akordů. Byla to dobrá rozcvička, protože jsem musel píseň napsat jenom ze tří nebo čtyř akordů. Nemohl jsem jich v písni použít mnoho a myslím, že to je důvod, proč jsem napsal tak dobrou píseň. | “ |
| — Freddie Mercury | |   |

Píseň napsal Mercury jako poctu Elvisovi Presleymu. Roger Taylor v rozhovoru dodal, že Mercury píseň napsal za pouhých 10 minut, zatímco ležel ve vaně v hotelu Bayerischer Hof v Mnichově. Mercury nápad na píseň vzal do studia krátce po jeho napsání a představil ho Taylorovi a Johnovi Deaconovi. Tito tři spolu se svým tehdejším novým producentem Reinholdem Mackem jej nahráli v Musicland Studios v Mnichově.

## Videoklip
Videoklip k písni byl natočen v Trillion Studios dne 22. září 1979 a režírován Dennisem De Vallanceem. Alternativní verze videa byla použita v DVD a Blu-ray vydání.

## Živá vystoupení
Queen hráli píseň živě mezi lety 1979–1986
Singl hned po vydání zaznamenal veliký úspěch a Queen se proto rozhodli uspořádat turné s názvem „Crazy Tour“ speciálně k singlu.
Vždy, když se píseň hrála živě, přidala skupina rockový konec, který prodloužil původní necelé tři minuty skladby na více než pět minut. Příkladem toho je i nahrávka písně na koncertním albu Live ve Wembley '86, kde píseň trvá šest minut.
V sobotu 13. července 1985 zahráli Queen píseň na obřím charitativním koncertě Live Aid, který dohromady sledovalo přes 2 miliardy lidí. O rok později v roce 1986 ji zahráli na stejném stadionu v rámci koncertu Live at Wembley, který je zaznamenán na koncertním albu „Live at Wembley '86“. Naposledy skladba na stadionu Wembley zazněla 20. dubna 1992 během „The Freddie Mercury Tribute Concert“. Další živá vystoupení této písně jsou zaznamenány také na albech Queen Rock Montreal, Queen on Fire – Live at the Bowl, a Hungarian Rhapsody.

## Obsazení nástrojů
- Freddie Mercury – hlavní zpěv, doprovodné vokály, akustická kytara
- Brian May – elektrická kytara, doprovodné vokály
- Roger Taylor – bicí, doprovodné vokály
- John Deacon – basová kytara

Ačkoli v originální studiové nahrávce hrál Mercury na dvanácti strunnou akustickou kytaru, na koncertech používal klasickou šestistrunnou elektrickou (někdy i akustickou) kytaru, která byla během vystoupení významná pouze v úvodu písně. Potom hlavní kytarovou stopu převzal Brian May a Mercury se věnoval převážně zpěvu.

## Umístění v žebříčcích
| Stát                  | Žebříček                 | Pozice |
| --------------------- | ------------------------ | ------ |
| Austrálie             | Kent Music Report        | 1      |
| Rakousko              | Ö3 Austria Top 40        | 9      |
| Belgie                | Ultratop                 | 3      |
| Kanada                | RPM                      | 1      |
| Německo               | GfK Entertainment charts | 13     |
| Irsko                 | Irish Singles Chart      | 2      |
| Nizozemsko            | Dutch Top 40             | 1      |
| Nizozemsko            | Dutch Single Top 100     | 1      |
| Norsko                | VG-lista                 | 2      |
| Nový Zéland           | Recorded Music NZ        | 2      |
| Jihoafrická republika | Springbok Radio          | 3      |
| Švýcarsko             | Swiss Hitparade          | 5      |
| Velká Británie        | UK Singles Chart         | 2      |
| USA                   | Billboard Hot 100        | 1      |
| USA                   | Adult Contemporary       | 17     |

| Stát | Žebříček       | Pozice |
| ---- | -------------- | ------ |
| USA  | Hot Rock Songs | 18     |

| Stát           | Rok  | Poziice |
| -------------- | ---- | ------- |
| Velká Británie | 1979 | 25      |
| Austrálie      | 1980 | 3       |
| Kanada         | 1980 | 2       |
| Nový Zéland    | 1980 | 10      |
| USA            | 1980 | 6       |

## Certifikace
| Stát                 | Certifikace | Počet prodaných nosičů |
| -------------------- | ----------- | ---------------------- |
| Austrálie (ARIA)     | Platinum    | 70 000                 |
| Itálie (FIMI)        | Gold        | 25 000                 |
| Nizozemsko (NVPI)    | Gold        | 100 000                |
| Nový Zéland (RMNZ)   | Gold        | 10 000                 |
| Velká Británie (BPI) | Gold        | 500 000                |
| USA (RIAA)           | Platinum    | 2 000                  |